# قاعدة الإمام الخميني الفضائية
قاعدة الإمام الخميني الفضائية: هي أول قاعدة إيرانية ثابتة لإطلاق الصواريخ إلى الفضاء، وهي عبارة عن مجمع كبير يشتمل على جميع المراحل الأربعة لإطلاق الصواريخ الحاملة للأقمار الصناعية والتي تتمثل بالتجهيز والإطلاق والتحكم والتوجيه. وقد أُطلِق صاروخ سيمرغ الحامل للأقمار الصناعية من هذه القاعدة ليكون بذلك أول صاروخ ينطلق من هذه القاعدة الفضائية.

## الموقع
تقع قاعدة الإمام الخميني الفضائية على بعد 220 كيلومتراً جنوب شرق العاصمة الإيرانية طهران في محافظة سمنان.

## الافتتاح
جرى افتتاح قاعدة الامام الخميني الوطنية الفضائية رسمياً بإطلاق تجريبي لصاروخ سيمرغ الحامل للأقمار الصناعية في 27 يوليو 2017.

## التأريخ
أُنجِزَ عام 2013م بعد بنائها على عجل. وصممها وباها الإيرانيون وتتولى المجموعة الفضائية سيران التابعة لوزارة الدفاع الإيرانية إدارتها. وفي بادئ الأمر، اختيرت بلدة تشابهار الواقعة على ساحل الخليج العُماني باعتبارها الموقع الأنسب لإقامة القاعدة نظراً إلى قربها من خط الاستواء، لكن في نهاية المطاف وقع الاختيار على منطقة سمنان العسكرية لأسباب لوجستية. وبالتالي، تُقلِص مسافة 1300 كيلومتر التي تفصل مركز قاعدة الإمام الخميني الفضائية الوطنية عن المياه الإيرانية الساحلية وبذلك لا تتمكن السفن الأجنبية من انتشال أجزاء الصواريخ المتساقطة.

## مميزات القاعدة
تتميز هذه القاعدة بإمكانية إطلاق أقمار فضائية صناعية عديدة على مدار أرضي منخفض ويمكن استخدام هذه الأقمار الصناعية بمجالات عديدة مثل الاتصالات، الطقس، الملاحة، الإنترنت، وجميع مجالات الاتصالات وتكنولوجيا المعلومات. وبجهود علماء الفضاء الإيرانيين وبدعم من القوات المسلحة الإيرانية تم تطوير وتصميم هذه القاعدة الفضائية بشكل محلي.

## معرض الصور

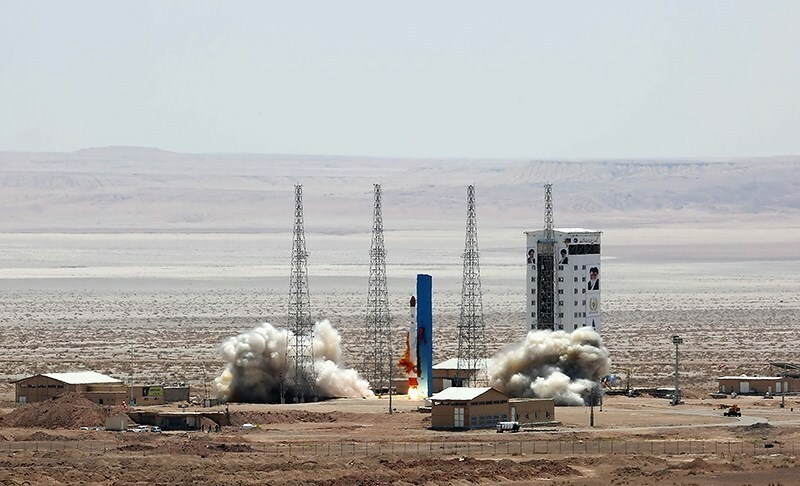
قاعدة الإمام الخميني الفضائية
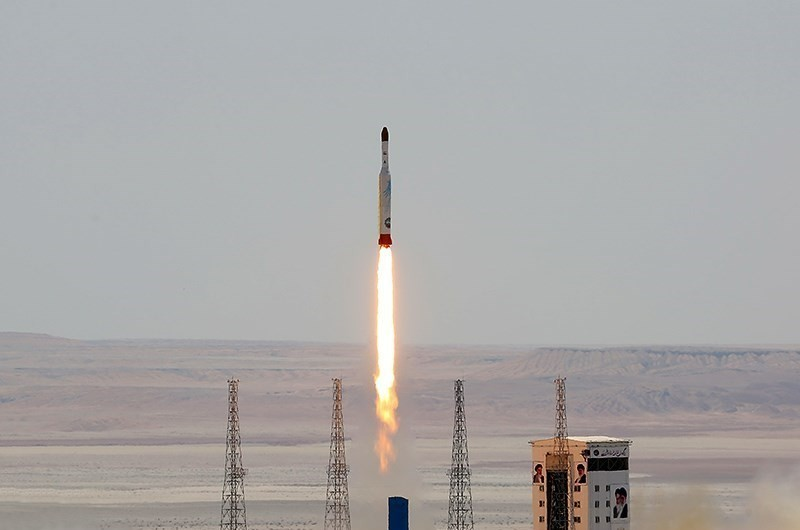
صاروخ سيمرغ الإيراني الحامل للأقمار الصناعية أثناء إطلاقه من قاعدة الإمام الخميني الفضائية
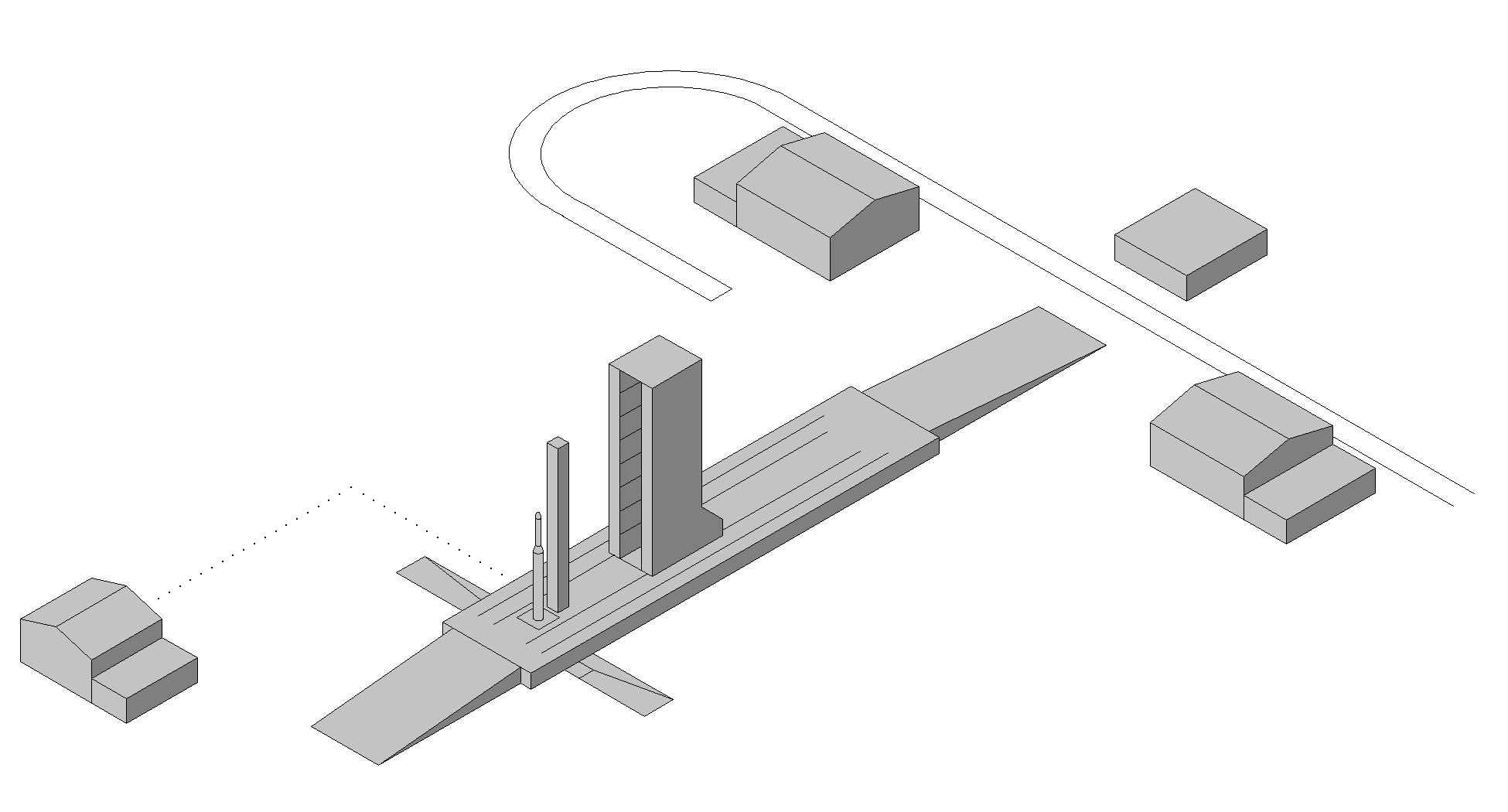
رسم توضيحي لقاعدة الإمام الخميني الفضائية